# Alvis Firebird
La Alvis Firebird è un'autovettura prodotta dalla casa automobilistica britannica Alvis dal 1934 al 1936.

## Descrizione
Sviluppata sulla Alvis Firefly, ne furono prodotti 449 esemplari in varie varianti di carrozzeria, nello specifico turismo, roadster, berlina e cabriolet.
La vettura, che era alimentata da un motore in linea a quattro cilindri da 1842 cm³ di cilindrata con distribuzione a valvole in testa, era costruita su un telaio in legno di frassino con carrozzeria in alluminio. Il motore aveva un solo carburatore SU e produceva 55 CV (40 kW) di potenza a 4.250 giri/min. L'avantreno e il retrotreno ad assali rigidi erano sostenuti da sospensioni a molle a balestra semiellittica.
Come per altre vetture della Alvis, il telaio e la meccanica erano spediti ai costruttori di carrozzerie Cross & Ellis, per essere rifiniti secondo le esigenze del cliente, con la conseguenza che tutti i modelli erano diversi fra loro. La Firebird era dotata di un cambio completamente sincronizzato